# Галф Шорс (Алабама)
Галф Шорс (енгл. Gulf Shores) град је у америчкој савезној држави Алабама. По попису становништва из 2010. у њему је живело 9.741 становника.

## Демографија
Према попису становништва из 2010. у граду је живело 9.741 становника, што је 4.697 (93,1%) становника више него 2000. године.
| Група             | 2000.         | 2010.         |
| Белци             | 4.880 (96,7%) | 8.856 (90,9%) |
| Афроамериканци    | 11 (0,2%)     | 148 (1,5%)    |
| Азијати           | 15 (0,3%)     | 92 (0,9%)     |
| Хиспаноамериканци | 62 (1,2%)     | 394 (4,0%)    |
| Укупно            | 5.044         | 9.741         |